# Joaquim Otávio Nébias
Joaquim Otávio Nebias, conhecido como Conselheiro Nébias, (Santos, 1 de junho de 1811 — Rio de Janeiro, 15 de julho de 1872), foi um político brasileiro.

## Vida
Graduou-se em Direito pela Faculdade de Direito do Largo São Francisco em 25 de outubro de 1834, tendo sido aluno da terceira turma da faculdade fundada em 1827 para fornecer quadros jurídicos ao recém independente Brasil.
Foi deputado provincial em São Paulo e também presidente da mesma província, de 30 de setembro a 17 de dezembro de 1852. Foi também deputado geral, presidente da Câmara dos Deputados entre 1869 e 1870 e ministro da Justiça (ver Gabinete Itaboraí de 1868).